# Grallipeza pronigra
Grallipeza pronigra är en tvåvingeart som beskrevs av Willi Hennig 1934. Grallipeza pronigra ingår i släktet Grallipeza och familjen skridflugor.
Artens utbredningsområde är Bolivia. Inga underarter finns listade i Catalogue of Life.